# Nocera Inferiore
Nocera Inferiore é uma comuna italiana da região da Campania, província de Salerno, com cerca de 47.932 habitantes. Estende-se por uma área de 20 km², tendo uma densidade populacional de 2397 hab/km². Faz fronteira com Castel San Giorgio, Nocera Superiore, Pagani, Roccapiemonte, San Valentino Torio, Sarno, Tramonti.

## Demografia
| Variação demográfica do município entre 1861 e 2011                               |
|                                                                                   |
| Fonte: Istituto Nazionale di Statistica (ISTAT) - Elaboração gráfica da Wikipedia |